# Voo Rico Linhas Aéreas 4815
O voo 4815 foi uma rota comercial doméstica operada pela Rico Linhas Aéreas utilizando um Embraer EMB 120. Em 14 de maio de 2004, a aeronave decolou de São Paulo de Olivença e havia feito escalas em Tabatinga e Tefé, e tinha como destino a cidade de Manaus. Quando se preparava para pousar no Aeroporto Internacional de Manaus, a aeronave caiu em uma área de mata fechada da floresta amazônica cerca de 30 km da pista do aeroporto. Todos a bordo morreram. É o acidente mais mortal envolvendo esse modelo de avião e a companhia aérea, superando o voo 4823, que havia ocorrido 2 anos antes.

## Aeronave
O voo era operado por um Embraer EMB 120 Brasília, com o prefixo PT-WRO e equipado com dois motores Pratt & Withney Canada PW118. Transportava 30 passageiros e 3 tripulantes, todos brasileiros. A aeronave tinha feito seu primeiro voo em 1998 e, com o acidente, sofreu danos irreparáveis que impediram-na de voar.

## Acidente
Cerca de 30 quilômetros do pouso no Aeroporto Internacional de Manaus/Eduardo Gomes, enquanto a aeronave seguia o padrão de aterrissagem, o controle de tráfego aéreo vetorou o avião para a esquerda, fora da rota de aproximação, com o intuito de dar espaço a um voo médico prioritário. Naquele horário, o tempo meteorológico era bom. Às 18:34, o voo 4815 estava a 2.000 pés, quando emitiu seu último contato e desapareceu do radar. O controlador de tráfego tentou restaurar a comunicação com o avião, mas não foi bem sucedido. Uma equipe de busca e resgate foi montada e mais tarde encontrou restos humanos e fragmentos de avião espalhados perto do aeroporto. Todas as 33 pessoas a bordo foram mortas no acidente. Testemunhas oculares relataram ter visto uma bola de fogo caindo durante o acidente.